# Fernando Toro
Fernando Toro Píriz Pintor y artista, nace en Jerez de la Frontera en 1959. Dónde muy joven se interesa por la pintura, ya que se cría en el estudio de su padre Fernando Ramírez. 

## Formación
Estudia en la Escuela de artes y oficios de Jerez, para luego formarse de manera auto didáctica.

## Exposiciones
- 1983 Galería de Arte Plom (Jerez)
- 1984 Galería de Arte Retxa (Ciudadela de Menorca)
- Participa con el Ateneo de Ferrerias en sus actividades culturales y exponiendo en la Muestra de Arte Joven
- 1985-87 Galería de Arte F. Daza (Jerez)
- 1986 Organiza y expone en la I Muestra de Pintores por la Paz
- 1987 Galería de Arte Melkart (Cádiz)
- 1988 Se celebra el primer Centenario Marianista con los Alumnos Pintores Artistas. Primera Muestra de Arte Rural (Jerez)
- 1989 Galería de Arte Doña Blanca (Jerez)
- 1989-91 Seleccionado para Certamen Nacional de Pintura “Pintores para el 92”
- 1990 Galería “LA CAJA DE PANDORA” (El Puerto de Santa María)
- 1991 Dirige y expone en la Galería de Arte Minotauro (Jerez)
- 1991 Adquieren sus obra para la decoración del Hotel La Cueva Park
- 1992 EXPO ´92, el pabellón de Sevilla adquiere cuatro obras para editar una carpeta de litografías
- 1993-94 Vive en Madrid y expone en la Galería “IRIS” Y Galería “ GAUDI”
- 1996 Expone en Puerto Sherry (El Puerto de Santa María)
- 1996 Vive en Miami y expone en la Galería ”OCCIDENTAL-ART”
- 1997 Galería de Arte F. Daza (Jerez)
- 1998 Galería de arte “ARTEBANUS”. El Rey FA de Arabia adquiere una colección de doce obras para la decoración de su Palacio Marbellí
- 1998 Recibe el encargo de un mural para el “Restaurante Español” en Suiza
- 1999 Expone en la Feria de Arte de Santander, siendo finalista en el primer premio de pintura de paisaje patrocinado por el Ministerio de Medio de Ambiente
- 1999 y 2000 Expone en la Feria de ARTESEVILLA
- 2000 El Ayuntamiento de Jerez de la Frontera adquiere tres obras para su colección
- 2001 Exposición en F. Daza
- 2002 Exposición colectiva itinerante “UN PASO ADELANTE” (Algeciras, Castellar, La Línea y Jerez)
- 2002 La Sede de los Juegos Olímpicos Ecuestres le edita ocho litografías del caballo
- 2003 Primer premio Cartel Taurino de El Puerto de Santa María dedicado al Centenario de Rafael Alberti
- 2004 Expone en los Claustros de San Miguel de El puerto de Santa María